# Calitri-Pescopagno
Calitri-Pescopagno – stacja kolejowa w Calitri, w regionie Kampania, we Włoszech. Znajdują się tu 2 perony. Jest zarządzna przez Rete Ferroviaria Italiana. Została otwarta w 1895.